# Cyclophora simplex
Cyclophora simplex är en fjärilsart som beskrevs av Thierry-mieg 1916. Cyclophora simplex ingår i släktet Cyclophora och familjen mätare. Inga underarter finns listade i Catalogue of Life.